# Önskas
Önskas är en svensk komedifilm från 1991 i regi av Lars Johansson. I rollerna ses bland andra Rolf Lassgård, Marie Richardson och Per Morberg.

## Om filmen
Inspelningen ägde rum i Gamla filmstadens ateljéer i Råsunda efter ett manus av Johansson, Filmen producerades av Katinka Faragó, fotades av Lasse Björne och klipptes av Michal Leszczylowski. Den premiärvisades 12 juli 1991 på biografer i Stockholm, Göteborg och Malmö. Den 18 maj 1997 visades den av Sveriges Television.
Lassgård nominerades till en Guldbagge 1992 för sin rollprestation.

## Handling
Den misslyckade servitören Bosse Persson reser på semester.  Han hamnar på ett hotell och träffar bland andra Tegesjöö (Per Morberg) och beslutar sig för att köpa stället.

## Rollista
- Rolf Lassgård – Bosse
- Marie Richardson – Anita
- Per Morberg – Tegesjöö
- Mattias Holstensson – Morgan
- Halvar Björk – Pfeiffer
- Gerd Hegnell – fru Hansson
- Camilla Asp – Katty
- Martin Svalander – Dag
- Linus Selldén	– Karl Tegesjöö
- Kristina Ström – Alma
- Olof Holm – Bergström
- Anna-Lisa Lindh – en av systrarna Lindgren
- Gunhild Johansson – en av systrarna Lindgren
- Bo Silén – lantmäterimannen
- Uno Wahlström	– prästen
- Harriet Nordlund – bruden
- H.P. Burman – brudgummen
- Sven Psilander – begravningstalaren
- Anders Frigell – kocken